# رصد واستكشاف كوكب الزهرة

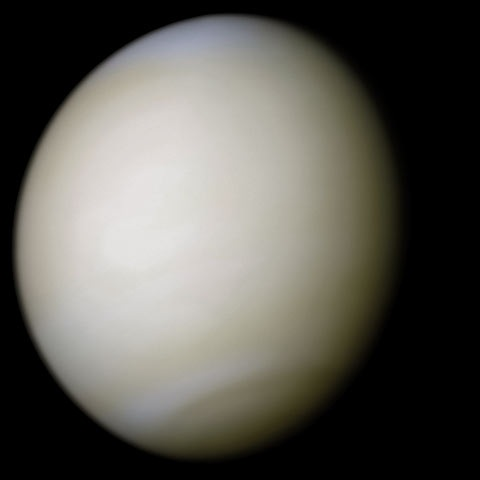

رصد واستكشاف كوكب الزهرة (بالإنجليزية: Observations and explorations of Venus)‏، هي العمليات التي تشمل رصد ومشاهدة الزهرة في العصور القديمة، وباستخدام التلسكوبات، واستكشافه عن طريق زيارته بالمركبات الفضائية. قامت المركبات الفضائية بعدة تحليقات ومدارات حول الزهرة بالإضافة إلى هبوط بعضها أيضًا على سطحه، وهذا يتضمن المسبارات المنطادية التي تطفو بالغلاف الجوي للزهرة. يساعد القرب النسبي لهذا الكوكب من الأرض على دراسته بشكل جيد مقارنةً بباقي الكواكب، لكن يعتبر سطح الزهرة محجوبًا بفعل غلافه الجوي المعتم للضوء المرئي.

## الرصد عبر التاريخ وتأثيره
عُرف كوكب الزهرة منذ عصور ما قبل التاريخ، وذلك باعتباره واحدًا من أكثر الأجرام لمعانًا في سماء الليل، ولهذا سجلت العديد من الثقافات القديمة رصدها لهذا الكوكب. يشير ختم أسطواني من عصر «جمدة نصر» إلى أن السومريين القدماء توصلوا إلى حقيقة أن النجم المميز الذي يظهر في الصباح والمساء كان جرمًا سماويًا واحدًا. وأعطى السومريون لهذا الجرم (الكوكب) اسم الإلهة «إنانا»، والتي عُرفت فيما بعد باسم «عشتار» عند الآكاديين والبابليين. كان لعشتار دور مزدوج باعتبارها إلهة للحب والحرب معًا، وبالتالي كانت تمثل معبودًا متحكمًا في الولادة والموت. يوجد بمكتبة «آشور بانيبال» البابلية سجل لظهور كوكب الزهرة على مدار 21 عامًا، وهو يعتبر واحدًا من أقدم الوثائق الفلكية الباقية من العصر البابلي منذ 1600 عام قبل الميلاد.
يظهر الزهرة في السماء بشكل متقطع بسبب حركته، إذ يختفي لعدد من الأيام بعد ظهوره عند أحد الأفقين بسبب اقترابه من الشمس، ليعاود الظهور مرةً أخرى عند الأفق الآخر، ولم تدرك بعض الحضارات أن الزهرة كيان واحد بشكل سريع؛ فقد ظنه البعض أنه نجمان منفصلان يظهر كل منهما بأفق مختلف، وهما: نجم الصباح، ونجم المساء. وعلى سبيل المثال، اعتقد القدماء المصريون أن الزهرة كان عبارة عن جرمين منفصلين وعُرف نجم الصباح عندهم باسم «تياو موتيري»، ونجم المساء باسم «وايتي». وعُرف نجم الصباح عند الإغريق القدماء باسم «فوسفوروس» والذي يعني جالب الضوء، بينما عرف نجم المساء عندهم باسم «هسبيروس» والذي يعني نجم المساء. تمكن الإغريق من إدراك أن الزهرة كوكب منفرد بحلول العصر الهلنستي، وسُمي وقتها باسم «أفروديت»، وهي إلهة الحب عندهم أو «عشتروت» عند الفينيقيين، وظل هذا الاسم قائمًا في العصور الإغريقية الحديثة.
اعتُبر الزهرة أكثر الأجرام السماوية أهميةً من بين الأجرام التي رُصدت عند حضارة «المايا»، وسُمي الكوكب عندهم باسم «تشاك إك» أو «نوه إك» والذي يعني النجم العظيم. لاحظ شعب المايا حركات الزهرة عن كثب، ورصدوه في أوقات النهار أيضًا. اعتُقد أن مواقع الزهرة وباقي الكواكب تؤثر في الحياة على الأرض، ولهذا زامنت حضارة المايا وبقية حضارات أمريكا الوسطى القديمة حروبها وأحداثها الهامة وفقًا لرصدها الفلكي لهذا الكوكب. تعرض روزنامة بمخططات «درسدن» الدورة الكاملة لكوكب الزهرة خلال خمس مجموعات زمنية، وتتكون كل مجموعة من 584 يومًا (وهو ما يعادل ثمانية أعوام تقريبًا)، وقُسمت هذه المجموعات الزمنية بتلك الطريقة لأنها الفترة التي تتكرر عندها أنماط الزهرة بشكل دوري، إذ تبلغ فترته المدارية 583.92 يومًا. طورت حضارة المايا تقويمًا دينيًا قائمًا بشكل جزئي على حركة هذا الكوكب، إذ استخدم هذا التقويم حركة الزهرة لتحديد أوقات الأحداث الهامة مثل الحروب. أدرك شعب المايا الفترة المدارية لكوكب الزهرة، وتمكنوا من حسابتها بشكل دقيق بمقاييس تصل إلى مئة جزء من اليوم.

## الرصد الأرضي المبكر وظاهرة العبور
تعتبر ظاهرة عبور الزهرة بين الأرض وأمام قرص الشمس إحدى الظواهر الفلكية النادرة. رُصدت أول ظاهرة عبور للزهرة بعد أن تنبأ بها عالما الفلك الإنكليزيان «جيريمي هوروكس» و«وليام كرابتري» عام 1639. قدم رصد «ميخائيل لومونوسوف» لعبور الزهرة عام 1761 أول دليل على وجود الغلاف الجوي للزهرة، وتمكن العلماء عن طريق ملاحظة ظاهرة التزيح أثناء عبور الزهرة في القرن التاسع عشر من حساب المسافة بين الأرض والشمس بشكل دقيق ولأول مرة. يمكن أن تحدث ظاهرة العبور فقط في أوائل شهر يونيو أو أوائل شهر ديسمبر من السنة، وذلك لأنها الأوقات التي يعبر فيها الزهرة خلال المستوى المداري للأرض، وتحدث بشكل زوجي خلال هذين الشهرين وتستمر لمدة ثمانية أعوام، وتتكرر هذه الظاهرة في الحدوث على فترات قد تتعدى القرن الواحد، حدث آخر زوج من العبور خلال الثمانية أعوام من 2004 إلى 2012، بينما كان زوج العبور السابق له بين عامي 1874 إلى 1882.
صرح عدد كبير من راصدي كوكب الزهرة أن فترة دورانه حول محوره 24 ساعةً تقريبًا، وذلك في القرن التاسع عشر. كان عالم الفلك الإيطالي «جيوفاني اسكيابارِلّي» أول من تنبأ بأن للزهرة سرعة دوران أبطأ من ذلك بكثير، إذ افترض أن كوكب الزهرة مُقيد مدِّيًا بواسطة الشمس (وافترض هذا أيضًا بالنسبة لكوكب عطارد). وكان هذا تقديرًا دقيقًا لسرعة دوران الزهرة، بالرغم من أن افتراضه لم يكن صحيحًا لكلا الكوكبين. نشأ هذا الانطباع عن الزهرة بفعل الحالة الشبيهة بالرنين المداري بين دورانه واقترابه من الأرض عند أقرب نقطة، إذ يبدو الزهرة مواجهًا للأرض بنفس الجانب بشكل دائم عندما يكون موقعه بالسماء مثاليًا لعمليات الرصد. تمكن العلماء من قياس معدل دوران الزهرة لأول مرة عند اقترانه عام 1961، والذي رُصد بواسطة رادار ذي هوائي يبلغ قطره 26 مترًا بمركز «غولدستون» في ولاية كاليفورنيا، ومرصد «جودريل بانك» الراديوي بالمملكة المتحدة، ومنشأة الفضاء العميق السوفيتية بمدينة «إيفباتوريا» في شبه جزيرة «القرم». زادت دقة القياس مع الاقترانات اللاحقة، وذلك من خلال القياسات المُجراة في غولدستون وإيفباتوريا بشكل رئيسي. ولم يتوصل العلماء إلى حقيقة الدوران العكسي للزهرة قبل عام 1964.
ظن العديد أن بيئة الزهرة كانت خصبةً وشبيهةً بالأرض قبل الرصد الراديوي له في ستينيات القرن الماضي. وكان هذا بسبب حجم الكوكب ونصف قطر مداره، وهو ما أعطى انطباعًا على أنه كوكب شبيه بالأرض خاصةً في وجود الغلاف الجوي الغني بالسحب السميكة التي حالت دون رؤية سطح الكوكب حينها. وكانت من ضمن التكهنات الأخرى الخاصة بالزهرة هي اعتقاد البعض بوجود غابات أو محيطات بترولية أو مياه كربونية على سطحه. ولكن أشارت الملاحظات الموجية الميكروية التي قام بها «سي. ماير» بوجود مصدر حراري عالِ يبلغ 600 درجة كلفن. ومن الغريب أن ملاحظات الترددات الراديوية فائقة العلو التي قام بها «إيه. دي. كوزمين» أشارت إلى وجود درجات حرارة أقل بكثير. توجد نظريتان لشرح هذا الاختلاف الغريب في الطيف الراديوي، تقترح إحداهما أن المصادر الحرارية العالية تنشأ من غلاف الكوكب الأيوني، بينما تقترح الأخرى وجود سطح ساخن للكوكب.